# Niemba

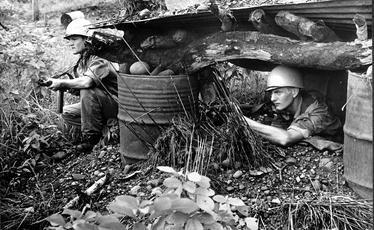
Svenska kulsprutebeväpnade FN-soldater vid en av infartsvägarna till Niemba i november 1961.

Niemba är en ort i provinsen Tanganyika, tidigare Katanga, i östra Kongo-Kinshasa. Niemba är belägen vid floden Lukuga, en biflod till Lualaba. Invånarantalet ligger på cirka 1 800 människor. Järnvägen förbinder orten med Kalemie.

## Niemba-överfallet
Den 8 november 1960, vid en bro över floden Luweyeye, skedde ett överfall av den lokala balubastammen mot en pluton bestående av 11 FN-soldater ingående i ONUC. Nio irländska soldater, inklusive plutonschefen Kevin Gleeson, dödades under överfallet och mellan 11 och 20 balubamedlemmar. Två irländska soldater överlevde attacken.
För sina handlingar under överfallet belönades 19-årige soldaten Browne med "Military Medal for Gallantry" som är Irlands mest förnämsta krigsdekoration. En minnessten över plutonchefen löjtnant Gleeson finns i hans hemstad Carlow.